# Irish Open 1932
Die Irish Open 1932 waren die 26. Austragung dieser internationalen Meisterschaften von Irland im Badminton. Sie fanden in Dublin statt.	

## Finalresultate
| Disziplin    | Sieger                       | Finalist                         | Ergebnis           |
| ------------ | ---------------------------- | -------------------------------- | ------------------ |
| Herreneinzel | Raymond M. White             | T. P. Dick                       | 15–7, 15–3         |
| Dameneinzel  | Betty Uber                   | Marjorie Barrett                 | 11–7, 11–6         |
| Herrendoppel | Donald C. Hume Ralph Nichols | Raymond M. White T. P. Dick      | 15–11, 8–15, 15–2  |
| Damendoppel  | Marian Horsley Betty Uber    | Marjorie Barrett Alice Woodroffe | 14–17, 15–4, 17–14 |
| Mixed        | Donald C. Hume Betty Uber    | Raymond M. White Alice Woodroffe | 15–5, 15–8         |

## Referenzen
- Annual Handbook of the International Badminton Federation, London, 28. Auflage 1970, S. 205–208.
- Irish Badminton Championships | Titles All Won by English Players. In: Northern Whig. 8. Februar 1932, S. 3, abgerufen am 31. Juli 2025 (englisch).